# Lautlos im Weltraum
Lautlos im Weltraum (Originaltitel: Silent Running) ist ein dystopischer Science-Fiction-Film des US-amerikanischen Regisseurs Douglas Trumbull. Der Film des vorher als Kameramann arbeitenden Trumbull war dessen erste Regiearbeit. Der Film entstand im Februar und März 1971 in 32 Drehtagen.

## Handlung
Eine Flotte von Raumschiffen treibt seit mehreren Jahren durchs Sonnensystem, mit der Aufgabe, die letzten Wälder der Erde als eine Art Arche Noah unter riesigen Glaskuppeln zu erhalten, da auf der Erde inzwischen die gesamte Natur zerstört wurde. Die Raumschiffe tragen die Namen Berkshire, Valley Forge, Sequoia und Mojave.
Der Astronaut Freeman Lowell hat sich mit Enthusiasmus der Aufgabe verschrieben, die Biotope zu erhalten und zu pflegen. Er versieht seinen Dienst auf dem Raumschiff Valley Forge mit drei weiteren Besatzungsmitgliedern, die seinen Idealismus nicht teilen. Sie verabscheuen biologisch angebautes Essen und ernähren sich lieber von synthetisch hergestellten Nahrungsmitteln. Entsprechend unterschiedlich sind auch die Reaktionen, als die Besatzungen der Schiffe den Befehl erhalten, das Projekt aufzugeben. Die Kuppeln sollen abgesprengt und mit den an Bord befindlichen Atombomben vernichtet, die Raumschiffe zurückbeordert und wieder für kommerzielle Zwecke eingesetzt werden.
Während seine Kollegen in Vorfreude auf die Rückkehr zur Erde damit beginnen, die Sprengungen durchzuführen, wächst in Lowell der Widerstand. Um die Sprengung der letzten Kuppel zu verhindern, erschlägt er eines der anderen Besatzungsmitglieder, das dort gerade die Sprengladung platzieren will. Danach trennt Lowell eine Kuppel vom Raumschiff ab, in der sich die beiden anderen befinden und die kurz darauf durch einen Nuklearsprengsatz vernichtet wird. Er ignoriert die Befehle der Bodenstation zur Rückkehr und gibt technische Probleme vor.
Viele Monate verbringt er allein mit zwei Robotern, die er Dewey (Nummer 1) und Huey (Nummer 2) nennt. Der dritte Roboter, Louie (Nummer 3), ging beim Durchqueren der Saturnringe verloren. Lowell programmiert die Roboter mit allem Wissen über die Pflege der Pflanzen und Waldbewohner, das er zusammentragen kann. Dabei plagen ihn zunehmend Gewissensbisse, weil er seine Kollegen umgebracht hat. Eines Tages stellt Lowell fest, dass die Bäume in der letzten verbliebenen Kuppel ihre Blätter abwerfen. Lowell versucht, die Ursache herauszufinden. Als er zu seiner Überraschung von einer Rettungsmission entdeckt wird, erfährt er aus dem Funkgespräch zufällig, warum der Wald stirbt: Er ist mit dem Raumschiff zu weit vom Licht der Sonne entfernt. Lowell schickt die nun mit künstlichem Licht ausgestattete Kuppel als abgeschlossenes Biotop in den Weltraum. Dann macht er alle an Bord des Basisschiffs vorhandenen Atombomben scharf und vernichtet damit die Valley Forge mit sich und dem beschädigten Huey an Bord. Der Roboter Dewey hingegen bleibt in der kurz zuvor abgestoßenen Kuppel und pflegt dort die überlebenden Pflanzen und Tiere.

## Titel
Der (im Englischen) titelgebende Begriff silent running bezeichnet die Schleichfahrt getauchter U-Boote, in Anlehnung an den unentdeckten Flug der Valley Forge durch das Sonnensystem.

## Hintergründe

### Künstlerisches
- Regisseur Douglas Trumbull war zuvor verantwortlich für die Spezialeffekte in Stanley Kubricks Film 2001: Odyssee im Weltraum. Kubrick wollte, dass das Sternentor am Ende des Films um den Saturn platziert werden sollte. Dies scheiterte aber an den damaligen technischen Möglichkeiten; daher wurde in Kubricks Film schließlich der Jupiter in Szene gesetzt. Trumbull konnte später die Szene zu seiner Zufriedenheit umsetzen und dann für seinen Film verwenden.
- Um Kosten zu sparen, heuerte er begabte Studenten für die Erstellung der Spezialeffekte seiner ersten Regiearbeit an. Einer von ihnen, John Dykstra, war später unter anderem für die Effekte in Krieg der Sterne verantwortlich.
- Mit dem Spezialeffekt-Experten Richard Yuricich arbeitete Trumbull bereits zuvor in 2001: Odyssee im Weltraum zusammen; später waren beide dann maßgeblich an den Spezialeffekten für Unheimliche Begegnung der dritten Art, Star Trek: Der Film, Blade Runner und Projekt Brainstorm beteiligt.
- In der deutschen Fassung wurde Bruce Dern von Christian Brückner synchronisiert.[1]
- Die Aufnahmen der künstlichen Wälder auf dem Raumschiff sollten ursprünglich in den Mitchell Park Domes in Milwaukee, Wisconsin, aufgenommen werden, aber das eingeschränkte Budget von 1,1 Mio. US-Dollar[2] ließ nur die Möglichkeit zu, die Aufnahmen in einem neu aufgebauten Flugzeughangar in Van Nuys, Kalifornien zu machen.
- Verschiedene Sequenzen der Raumschiffaufnahmen wurden in der Fernsehserie Kampfstern Galactica wiederverwendet. Dort dienten sie als Bilder von Agrarschiffen der Flüchtlingsflotte.

### Technik
- Wie im Film ist auch von dem Modell der Valley Forge, das für die Spezialeffekte benutzt wurde, nur eine Kuppel erhalten geblieben. Das acht Meter lange Modell des Raumschiffs blieb noch einige Jahre in Trumbulls Privatbesitz und wurde dann zerlegt. Die Kuppel, die noch gut erhalten war, wurde im Jahre 2003 im Internetauktionshaus eBay für 11.000 US-Dollar verkauft. Sie wird heute im Science Fiction Museum and Hall of Fame in Seattle, Washington ausgestellt.
- Das Raumschiffmodell der Valley Forge wurde zu einem großen Teil aus Teilen eines japanischen Baukastens gebaut, der eigentlich zu einem Modell eines deutschen Panzers zusammengebaut werden konnte. 850 Stück dieses Modellbaukastens wurden für das Raumschiff verbaut. Viele weitere Teile des Raumschiffs wurden aus Kunstharz einzeln gegossen und dann in dem Modell verwendet.[3]

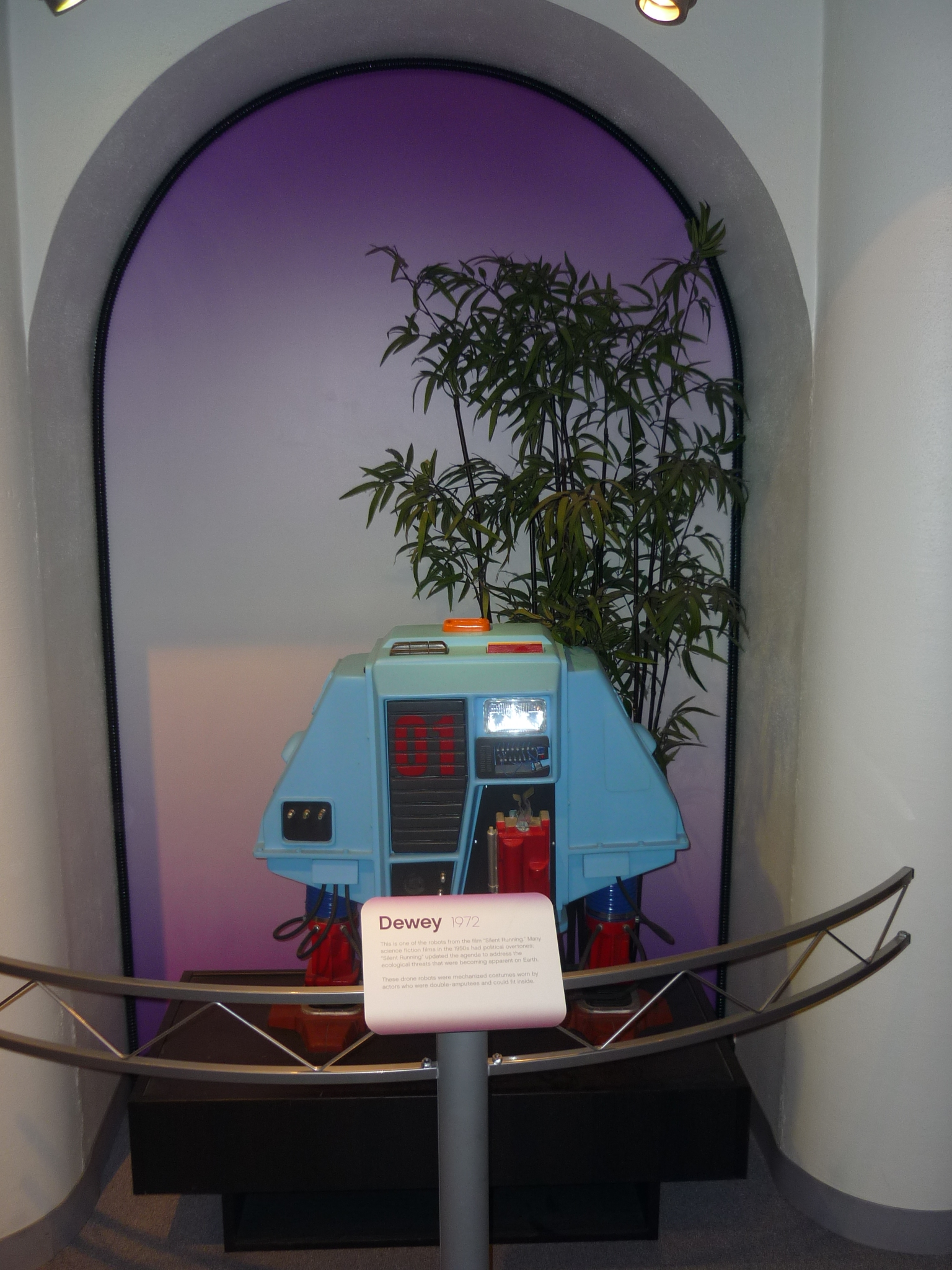
Der Roboter „Trick“ (orig. Dewey)

- Die drei Roboter, die Lowell bei der Pflege der Pflanzendome helfen, hießen im Original „Huey, Dewey and Louie“. Dies sind die Namen von Donald Ducks Neffen, die im Deutschen Tick, Trick und Track heißen. In der deutschen Synchronisation wurden die englischen Namen beibehalten, in der italienischen erhielten sie die Namen „Paperino“ (entspricht Donald Duck), „Paperone“ (entspricht Dagobert Duck) und „Paperina“ (entspricht Daisy Duck).
- Bewegt wurden die „Roboter“ von Statisten wie Mark Persons (Dewey), Steve Brown und Cheryl Sparks (Huey) und Larry Whisenhunt (Louie), die beidseitig beinamputiert und deshalb klein genug waren, um in die Roboterkostüme zu passen. Das produzierende Studio war zunächst dagegen, amputierte Menschen einzusetzen und favorisierte Kinder oder Kleinwüchsige.[4] Die ca. 9 kg schweren Kostüme wurden für den jeweiligen Statisten passend gestaltet und befinden sich im Nachlass Douglas Trumbulls.

### Weiteres
- Der englische Artikel Special Effects In The Movies in der 1974er Ausgabe der Encyclopedia Britannica Yearbook of Science and the Future enthält einen umfassenden Artikel über die Produktion des Films mit einigen Fotos der Produktion.
- In einer 2012 veröffentlichten Modifikation (Mod) für das Computerspiel The Elder Scrolls V: Skyrim wird in der geothermalen Region, südlich von Windhelm, die Absturzstelle der letzten Kuppel eingefügt. Der Roboter Dewey hat diesen Absturz überstanden, steht deaktiviert im Zentrum der zerstörten Kuppel, hält eine Gießkanne in einem Greifarm und gießt einen überlebenden Baum.
- Im Computerspiel X4 Foundations aus dem Jahr 2019 verfügen einige Raumstationen („Raumkrautfabrik“) über mit Pflanzen bestückte Gewächshauskuppeln, die in Aussehen, Anordnung und Größe den Domen aus Silent Running nahezu exakt gleichen.

## Musik
Der US-amerikanische Komponist Peter Schickele zeichnet verantwortlich für den Soundtrack des Films. Das Titellied Rejoice in the Sun und der Titel Silent Running werden von Joan Baez gesungen. Die (kurzen) Texte stammen von der US-amerikanischen Songschreiberin Diane Lampert. Beide Titel sind ausschließlich auf der Soundtrack-LP und einer Single veröffentlicht worden. Joan Baez war selbst begeistert von dem Film und sah ihn mehrere Male im Kino.
Die im Film prominent wahrnehmbare Pauke wurde vom US-amerikanischen Perkussionisten und Filmmusiker Milt Holland (1917–2005) geschlagen.
Die erste Single Silent Running (1985) von Mike & the Mechanics wurde nach dem Film benannt.
Silent Running ist außerdem der Name einer irischen Band.
2011 veröffentlichte die britische Band 65daysofstatic eine eigene Version des Scores zu Silent Running. Sie vertonte den Film komplett neu. Das Album ist am 14. November 2011 erschienen.

## Dreharbeiten

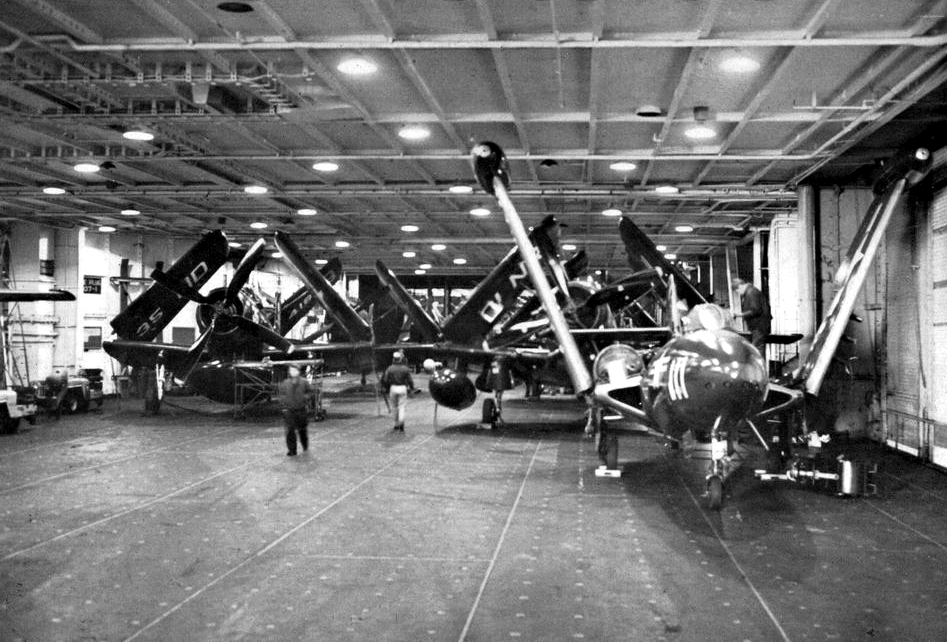
Blick in den Hangar des Flugzeugträgers USS Valley Forge um 1951

Die Innenaufnahmen wurden auf dem ausgedienten Flugzeugträger USS Valley Forge gedreht, der im Koreakrieg und in Vietnam eingesetzt wurde.
Die Produzenten des Films suchten lange nach einer Örtlichkeit, die ein großes Frachtdeck, Kontrollräume und Wohnbereiche eines Raumschiffs darstellen konnte. Diese neu zu errichten hätte den finanziellen Rahmen des Budgets gesprengt. So suchte man in weitläufigen Lagerhäusern, Frachtschiffen und Öltankern nach einem geeigneten Drehort. Erst eine Anfrage bei der US-Marine nach einem ausgedienten Flugzeugträger brachte den Erfolg. Man schickte die Produzenten zur militärischen Schiffswerft nach  Long Beach (Kalifornien) zu einer Reihe ausgedienter Schiffe der Essex-Klasse, darunter auch der 1946 in Dienst gestellte Flugzeugträger Valley Forge. Der Name des Schiffes geht auf das Lager Valley Forge im Amerikanischen Unabhängigkeitskrieg zurück, in dem George Washington während der Kämpfe kampierte. Zu Ehren des Drehortes wurde der Name des Flugzeugträgers für das Raumschiff übernommen.
Der ehemalige Hangar für die Flugzeuge wurde neu gestrichen und mit futuristisch gestalteten Plastikcontainern (etwa 160 cm Durchmesser) ausstaffiert und sollte so im Film als Frachtraum dargestellt werden. Der Bereich der Flugleitzentrale wurde sehr stark umgestaltet, um den Kontrollraum und Aufenthaltsbereich des Raumschiffs abzubilden. Trennwände wurden herausgeschnitten, um Platz für Technik, Kameras und die Bewegungsfreiheit der Schauspieler zu schaffen. Computerkonsolen, Plastikobjekte und weitere Requisiten sollten für die Kamera den Flugzeugträger in ein Raumschiff verwandeln. Die Produktionsmannschaft durfte dort alles umbauen, solange kein Metall vom Schiff entfernt wurde. Auch musste Strom zu den Drehorten verlegt werden, da es der Produktion nicht gestattet war, die Stromversorgung des Schiffes zu nutzen. Die Enge des Drehortes machte überdies einige Neuerungen der Dreharbeit erforderlich. Acht Monate nach Ende der Dreharbeiten, im Oktober 1971, wurde der Flugzeugträger zum Verschrotten verkauft.

## Erstaufführungen
Seine Weltpremiere feierte Lautlos im Weltraum am 10. März 1972 in den amerikanischen Kinos. Eine deutsche Kinoauswertung erfolgte nicht. Die deutsche Erstveröffentlichung fand im Fernsehen, am 26. April 1974 in der ARD, statt.

## Kritiken
„Eine beklemmende Parabel zum Thema Umweltschutz und das grimmige Porträt eines Fanatikers, der das Unvermeidliche zu verhindern sucht.“

„Zieht man das technisch-utopische Beiwerk ab, läßt sich die Story leicht als Illustration des Lebensgefühls der amerikanischen ‚young generation‘ verstehen, die sich nach einem natürlichen Lebensraum sehnt … Die Projektion ins 21. Jahrhundert kann nicht darüber hinwegtäuschen, daß hier im Grunde ein aktuelles Problem artikuliert wird. Die Ideologie wird völlig deutlich in den beiden von Joan Baez gesungenen Liedern …“

„Technisch hervorragender Science-Fiction-Film, der das Unbehagen an der fortschreitenden Technisierung der Umwelt zu beschreiben sucht.“

„Douglas Trumbull […] schuf […] einen Klassiker – Grüne Botschaft mit leiser Spannung.“

„Gelungener Debütfilm des Spezialeffekte-Technikers Trumbull […] Effektsichere, kluge Filmreise in die nahe Zukunft. (Wertung: 2½ von 4 möglichen Sternen – überdurchschnittlich)“

## Auszeichnungen
Der Film wurde im Jahre 1973 für den Hugo Award in der Kategorie Best Dramatic Presentation nominiert.